# Þormóður Ólafsson
Þormóður skapti Ólafsson (n. 900) fue un vikingo y bóndi de Skaptholt, Stórinúpur, Árnessýsla en Islandia. Era hijo del colono noruego Ólafur Einarsson y medio hermano de Gudbrand Kula. Es un personaje de la saga de Njál, saga Flóamanna, y saga de Grettir. Se casó con Helga Þrándardóttir (n. 880), hija de Thrand Bjarnasson.